# Edakalinadu
Edakalinadu é uma panchayat (vila) no distrito de Kancheepuram , no estado indiano de Tamil Nadu.

## Demografia
Segundo o censo de 2001,  Edakalinadu  tinha uma população de 25,769 habitantes. Os indivíduos do sexo masculino constituem 49% da população e os do sexo feminino 51%. Edakalinadu tem uma taxa de literacia de 60%, superior à média nacional de 59.5%: a literacia no sexo masculino é de 69% e no sexo feminino é de 51%. Em Edakalinadu, 12% da população está abaixo dos 6 anos de idade.